# Bogen
Bogen település Németországban, azon belül Bajorországban. Lakosainak száma 10 333 fő (2023. december 31.).

## Népesség
A település népessége az elmúlt években az alábbi módon változott:
| Lakosok száma | 1300 | 2466 | 8623 | 8199 | 9767 | 9751 | 9771 | 10 044 | 10 121 | 10 333 |
|               | 1875 | 1950 | 1970 | 1987 | 2012 | 2013 | 2015 | 2017   | 2021   | 2023   |